# Breitkopf-Stachelratte
Die Breitkopf-Stachelratte (Clyomys laticeps, Synonym: Clyomys bishopi) ist eine Art aus der monotypischen Gattung Clyomys innerhalb der Familie der Stachelratten (Echimyidae), die in Brasilien und Paraguay vorkommt.

## Merkmale
Die Breitkopf-Stachelratte erreicht eine Kopf-Rumpf-Länge von 105 bis 230 mm und eine Schwanzlänge von 55 bis 87 mm. Sie wiegt etwa 200 g. Ihr Fell hat oberseits eine graubraune bis schwarzbraune Farbe, während der Bauch blassrosa bis weiß ist. Kennzeichnend sind die kräftigen Grabkrallen an den Händen, im Gegensatz zu normalen Krallen bei anderen Stachelratten. Auch die Bulla am Schädel ist auffällig groß.

## Status
Die IUCN listet die Art als „nicht gefährdet“ (Least Concern).

## Lebensweise
Die Breitkopf-Stachelratte lebt in der Savanne Cerrado und im Feuchtgebiet Pantanal. Sie graben speziell geformte Baue. Diese bestehen aus einem spiralförmigen Tunnel, der zirka 85 cm unter der Oberfläche in einer Kammer endet. Der Wohnbereich hat einen Durchmesser von etwa 25 cm und wird mit Pflanzenteilen gepolstert. Manchmal gibt es eine kleinere Kammer auf halber Höhe. Die Tiere bilden Kolonien und sind, zumindest bei Clyomys laticeps, tagaktiv. Pro Wurf wird ein Junges geboren.